# Pascal Jardin
Pascal Jardin, né le 14 mai 1934 à Paris et mort le 30 juillet 1980 à Villejuif, est un écrivain, dialoguiste et scénariste français. Il s'est surnommé « le Zubial ».

## Biographie
Pascal Jardin est le fils de Simone Duchesne (1905-1996) et de Jean Jardin, directeur de cabinet et éminence grise de Pierre Laval pendant l'Occupation sous le gouvernement de Vichy. Cela lui inspirera deux livres, La Guerre à neuf ans et surtout Le Nain jaune.
Il est l'auteur d’un grand nombre de scénarios pour le cinéma populaire, du fait de sa rapidité d'écriture[réf. souhaitée]. Il est dialoguiste pour Pierre Granier-Deferre, Jacques Deray ou Michel Audiard comme l’affirma son propre fils lors d’une émission de télévision[réf. souhaitée].

« Formidable "agent d'ambiance", amusant Gabin ou Delon, capable d'expédier un scénario en quinze jours entre deux virées chez Castel, pour calmer les émissaires du fisc campant devant sa porte. »

Il meurt d'un cancer[réf. souhaitée], le 30 juillet 1980, à l'âge de 46 ans.

### Descendance
Il est le père de Nathalie Laverty-Jardin et Emmanuel Jardin, avec Claudine Fayard, puis de deux garçons, l'écrivain et cinéaste Alexandre Jardin et l'auteur et réalisateur Frédéric Jardin, avec Stéphane Sauvage.

## Dans la chanson
Il est cité dans une chanson d'Olivia Ruiz, J'aime pas l'amour, sur l'album du même nom (2004). Juliette, l'autrice de la chanson, dira avoir cité par erreur Pascal Jardin à la place de son fils Alexandre.

## Œuvre
- Les Petits Malins, roman, Pierre Horay, 1957
- La Guerre à neuf ans, Grasset 1971, préface d'Emmanuel Berl
- Toupie la rage, roman, Grasset, 1972
- Guerre après guerre, Grasset, 1973
- Je te reparlerai d’amour, roman, Julliard, 1975
- Le Nain jaune, roman, Julliard, 1978, réédité en 1997 Grand prix du roman de l'Académie française.
- La Bête à bon dieu, Flammarion, 1980, postface de François Mitterrand
- Madame est sortie, Flammarion, 1980, pièce de théâtre, préface de Jean Anouilh
- Comme avant, pièce de théâtre, septembre 1976, non publié

## Filmographie
- 1958 : Un drôle de dimanche de Marc Allégret
- 1959 : Les Affreux de Marc Allégret
- 1960 : Les Mystères d'Angkor (Herrin der Welt) de William Dieterle
- 1960 : Classe tous risques  de Claude Sautet
- 1960 : L'Ennemi dans l'ombre de Charles Gérard
- 1960 : Le Passage du Rhin d'André Cayatte
- 1961 : Les Amours célèbres de Michel Boisrond
- 1962 : Les Démons de minuit de Marc Allégret et Charles Gérard
- 1962 : Adorable Julia (Julia, du bist zauberhaft) d'Alfred Weidenmann
- 1962 : La Loi des hommes de Charles Gérard
- 1963 : À couteaux tirés de Charles Gérard
- 1964 : Les Félins de René Clément
- 1964 : Monsieur de Jean-Paul Le Chanois
- 1964 : L'Âge ingrat de Gilles Grangier
- 1964 : Coplan prend des risques de Maurice Labro
- 1965 : Le Tonnerre de Dieu de Denys de La Patellière
- 1966 : Le Dix-septième ciel de Serge Korber
- 1966 : Le facteur s'en va-t-en guerre de Claude Bernard-Aubert
- 1966 : Angélique et le Roy de Bernard Borderie
- 1966 : Le Voyage du père de Denys de La Patellière
- 1966 : Soleil noir de Denys de La Patellière
- 1967 : À cœur joie de Serge Bourguignon
- 1967 : Deux billets pour Mexico de Christian-Jacque
- 1967 : Indomptable Angélique de Bernard Borderie
- 1968 : Angélique et le Sultan de Bernard Borderie
- 1968 : Le Tatoué de Denys de La Patellière
- 1969 : Les Étrangers de Jean-Pierre Desagnat
- 1970 : Madly de Roger Kahane
- 1970 : La Horse de Pierre Granier-Deferre
- 1970 : Sortie de secours  de Roger Kahane
- 1970 : L'Ardoise de Claude Bernard-Aubert
- 1970 : La Route de Salina (Road to Salina) de Georges Lautner
- 1971 : Le Chat de Pierre Granier-Deferre
- 1971 : La Veuve Couderc de Pierre Granier-Deferre
- 1971 : Doucement les basses de Jacques Deray
- 1972 : Le Tueur de Denys de La Patellière
- 1973 : Le Train de Pierre Granier-Deferre
- 1974 : La Race des seigneurs de Pierre Granier-Deferre
- 1974 : Le Secret de Robert Enrico
- 1974 : Borsalino & Co de Jacques Deray
- 1975 : Le Vieux Fusil de Robert Enrico
- 1975 : La Cage de Pierre Granier-Deferre
- 1978 : La Zizanie de Claude Zidi
- 1978 : Sale Rêveur de Jean-Marie Périer
- 1979 : Le Toubib de Pierre Granier-Deferre
- 1980 : Charlie Bravo de Claude Bernard-Aubert
- 1982 : Hécate, maîtresse de la nuit de Daniel Schmid

### Nomination
- Césars 1976 : nomination au César du meilleur scénario original ou adaptation pour Le Vieux Fusil